# Nuskova
Nuskova este o localitate din comuna Rogašovci, Slovenia, cu o populație de 311 locuitori.